# Амаць
Амаць, Амаці (рум. Amați) — село у повіті Сату-Маре в Румунії. Входить до складу комуни Пеулешть.
Село розташоване на відстані 441 км на північний захід від Бухареста, 6 км на південний схід від Сату-Маре, 119 км на північний захід від Клуж-Напоки.

## Населення
За даними перепису населення 2002 року у селі проживали 932 особи.
Національний склад населення села:
| Національність | Кількість осіб | Відсоток |
| -------------- | -------------- | -------- |
| румуни         | 667            | 71,6%    |
| угорці         | 244            | 26,2%    |
| цигани         | 20             | 2,1%     |

Рідною мовою назвали:
| Мова      | Кількість осіб | Відсоток |
| --------- | -------------- | -------- |
| румунська | 668            | 71,7%    |
| угорська  | 264            | 28,3%    |